# Jinjer
Jinjer — украинская метал-группа, основанная в 2008 году в городе Горловка, Донецкой области. В их музыке сочетаются грув-метал с элементами прогрессивного металкора. Вокалистка Татьяна Шмайлюк исполняет скриминг и чистый вокал. В 2013 году коллективу была вручена премия «Лучшая украинская метал-группа».

## История
Jinjer была основана в 2008 году вокалистом Максимом Фатуллаевым, гитаристом Дмитрием Оксенем, басистом Алексеем Свинарём и барабанщиком Вячеславом Охрименко. Этот состав выпустил мини-альбом "Objects in Mirror Are Closer than They Appear" (часто сокращается до "O.I.M.A.C.T.T.A") из четырёх песен. В 2009 году Фатуллаева сменила Татьяна Шмайлюк, а в качестве второго гитариста к группе присоединился Роман Ибрамхалилов. В 2011 году Алексея Свинаря сменил Евгений Абдуханов, а Охрименко — Александр Козийчук.
Этот состав самостоятельно выпустил альбом "Inhale, Do Not Breathe" в 2012 году, и Jinjer начали регулярно гастролировать на собственные средства. Они были замечены лейблом The Leaders Records в конце 2012 года, а "Inhale, Don't Breathe" был официально переиздан в 2013 году в расширенном формате с тремя концертными треками. Группа получила награду Best Ukrainian Metal Act, проводимую киевским лейблом InshaMuzyka в 2013 году (они снова получат эту награду в 2016 году).

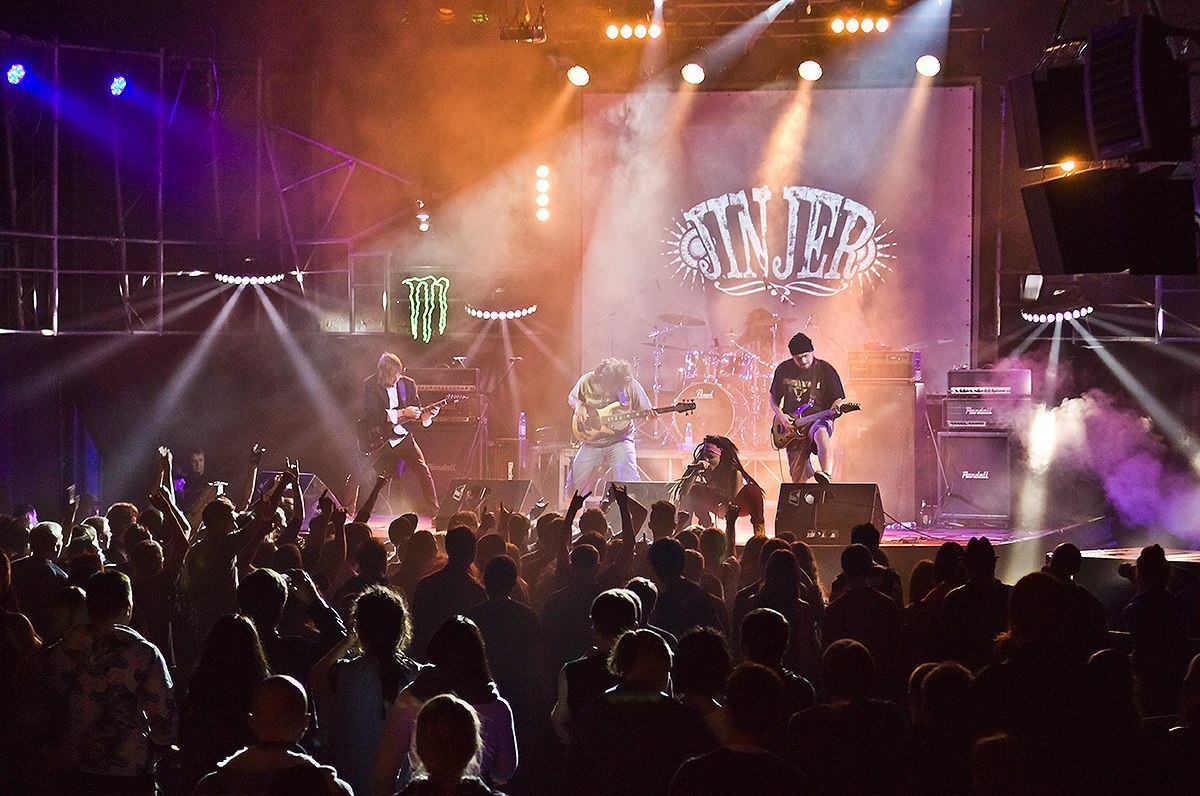
Jinjer на The Best Ukrainian Metal Act 2013

Jinjer самостоятельно выпустили полноформатный альбом "Cloud Factory" в 2014 году, на пластинке появился новый барабанщик, Евгений Мантулин. Позже альбом будет переиздан их нынешним лейблом Napalm Records. Jinjer начали гастролировать по всему миру и лично устраивали свои концерты. Последний оставшийся член-основатель, Дмитрий Оксень, ушел в 2015 году и не был заменён, в результате чего Ибрамхалилов остался единственным гитаристом.
После нескольких туров по миру они выпустили свой третий полноформатный альбом "King of Everything" в 2016 году вместе с синглом «Pisces». На этом альбоме барабанщиком был Дмитрий Ким. Видеоклипы «Pisces» и «I Speak Astronomy» стали популярными на YouTube. В 2021 году "Metal Hammer" поместил «Pisces» на 74-е место в своем списке «100 величайших метал-песен XXI века». Вскоре после выхода "King of Everything" к Jinjer присоединился барабанщик Владислав Уласевич, и с тех пор состав группы остаётся стабильным.
В 2017 году Jinjer совершили два тура по Европе в поддержку Arch Enemy, за которыми последовал их первый тур по Северной Америке вместе с Cradle of Filth в 2018 году. Группа также переиздала свой альбом 2014 года "Cloud Factory" на Napalm Records в феврале 2018 года. В сентябре того же года Jinjer попали в чарт "Billboard" Next Big Sound. Они выпустили мини-альбом "Micro" с пятью треками в январе 2019 года, за которым последовали туры с Amorphis, Soilwork и Nailed to Obscurity.

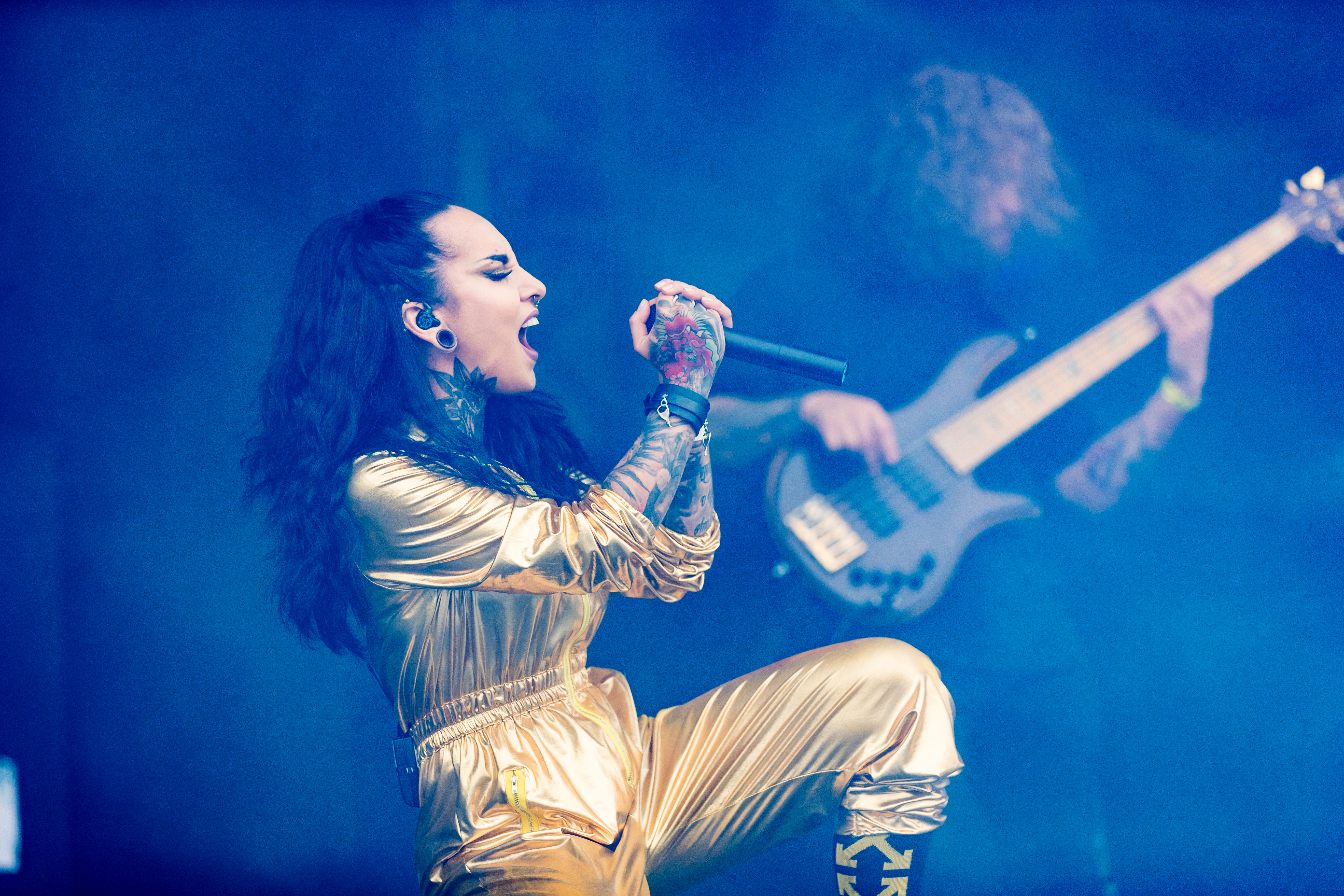
Jinjer на Wacken Open Air 2019

Их следующий полноформатный альбом "Macro" был выпущен в октябре 2019 года и включал в себя эксперименты с регги и прогрессивным роком. Loudwire назвали его одним из пятидесяти лучших металл-альбомов 2019 года. Jinjer были вынужден отменить несколько туров, в том числе свой первый тур по Латинской Америке, из-за пандемии COVID-19. Они выпустили концертный альбом "Alive in Melbourne" в ноябре 2020 года. Затем они вернулись на студию Kaska Record Studios в Киеве в марте 2021 года, и их пятый полноформатный альбом "Wallflowers" вышел 27 августа. Loudwire снова назвали его одним из лучших рок/метал-альбомов года, поместив его на 21-е место.
В марте 2022 года Jinjer сообщили, что группа «приостановила» свою карьеру, чтобы сосредоточиться на усилиях по оказанию помощи на Украине после того, как Россия вторглась в страну за месяц до этого. Вскоре после этого они запустили кампанию для сбора средств для благотворительных организаций, работающих на Украине.
В июне 2024 года Jinjer подтвердили завершение работы над своим пятым студийным альбомом "Duél" и объявили о планах представить новые песни в предстоящем туре по Северной Америке.

## Музыкальный стиль и влияния
Jinjer заявляют про множество коллективов, повлиявших на их музыку, в том числе Guano Apes, Slayer, Death, Pantera, Anathema, Lamb of God, Gojira и Twelve Foot Ninja. Объясняя влияние на себя, группа отметила другие метал-группы, такие как Opeth, Karnivool и Textures, в дополнение к группам, исполняющим R&B, соул, фанк, джаз, регги и хип-хоп, такие как Cypress Hill и House of Pain.
Они известны своими прогрессивными экспериментами с такими жанрами, как R&B, соул, фанк, джаз, регги и грув-метал. Примечательно то, что басист Евгений Абдуханов стал использовать пятиструнную бас-гитару для дополнения звучания группы с тех пор, как Роман Ибрамхалилов стал единственным гитаристом. В более поздних релизах группы есть тексты, посвященные войне на Донбассе и её влиянию на их родной Донецк.

## Состав группы
Текущий состав

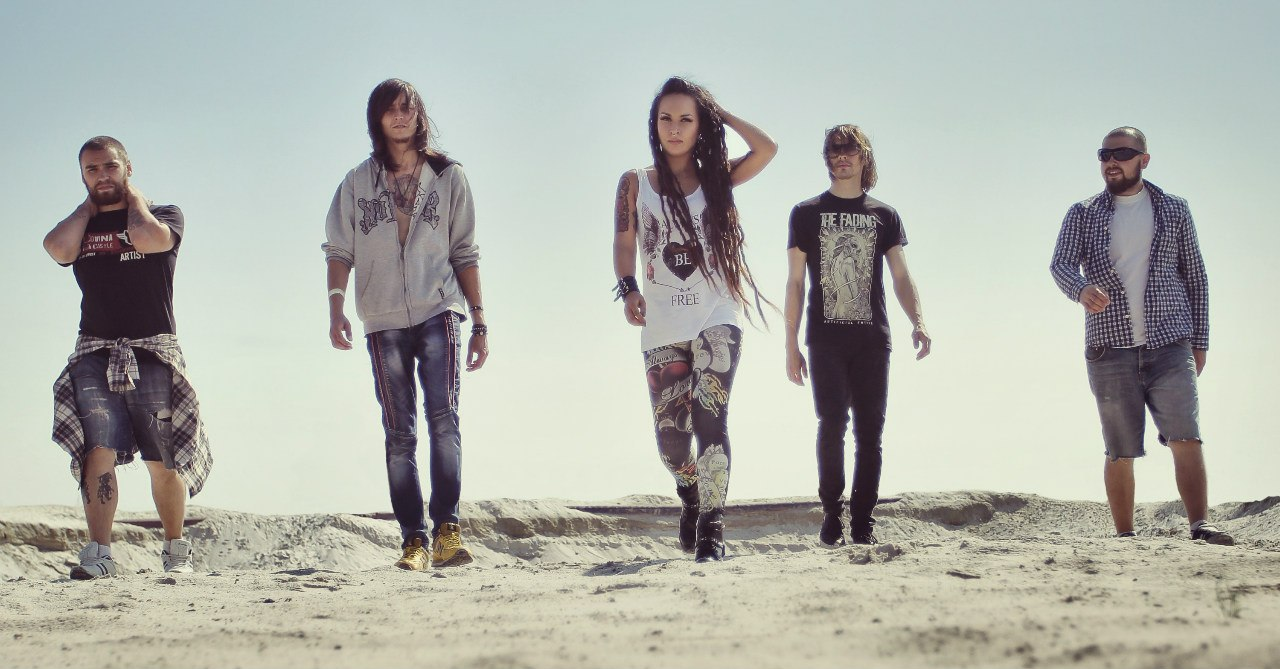
Состав группы в 2014 году

- Татьяна Шмайлюк — вокал (2009 — наши дни)
- Роман Ибрамхалилов — гитара (2010 — наши дни)
- Евгений Абдюханов — бас-гитара (2011 — наши дни)
- Владислав Уласевич — ударные (2016 — наши дни)

Бывшие участники
- Макс Фатуллаев — вокал (2008—2009)
- Ростислав Лобачов — гитара (2008—2010)
- Дмитрий Оксень — гитара (2008—2015)
- Алексей Свинар — бас-гитара (2008—2011)
- Вячеслав Охрименко — ударные (2008—2011)
- Александр Козийчук — ударные (2011—2013)
- Евгений Мантулин — ударные (2013—2014)
- Дмитрий Ким — ударные (2014—2016)

Временная шкала

## Дискография
Студийные альбомы
- 2012 — Inhale. Do Not Breathe (переиздание в 2013)
- 2014 — Cloud Factory (переиздание в 2018)
- 2016 — King of Everything
- 2019 — Macro
- 2020 — Alive In Melbourne
- 2021 — Wallflowers
- 2025 — Duél

Мини-альбомы
- 2009 — O.I.M.A.C.T.T.A
- 2019 — Micro

Синглы
- 2010 — «Hypocrites and Critics»
- 2010 — «Objects In Mirror are Closer Than They Appear»
- 2012 — «Exposed as a Liar»
- 2013 — «No Hoard of Value»
- 2014 — «Cloud Factory»
- 2015 — «Sit Stay Roll Over»
- 2018 — «Ape»
- 2019 — «Judgement (And Punishment)»
- 2019 — «Teacher, Teacher!»

Видеоклипы
- 2012 — «Exposed as a Liar» на YouTube
- 2012 — «Scissors» на YouTube
- 2013 — «No Hoard of Value» на YouTube
- 2014 — «Cloud Factory» на YouTube
- 2015 — «Bad Water» на YouTube
- 2015 — «Sit Stay Roll Over» на YouTube
- 2016 — «Words of Wisdom» на YouTube
- 2016 — «I Speak Astronomy» на YouTube
- 2016 — «Just Another» на YouTube
- 2017 — «Pisces» на YouTube
- 2018 — «Ape» на YouTube
- 2019 — «Perennial» на YouTube
- 2019 — «Teacher, Teacher!» на YouTube
- 2019 — «Judgement (& Punishment)» на YouTube
- 2019 — «On The Top» на YouTube
- 2019 — «Pit Of Consciousness» на YouTube
- 2020 — «Retrospection» на YouTube
- 2020 — «Noah» на YouTube
- 2021 — «Vortex» на YouTube
- 2021 — «Mediator» на YouTube
- 2021 — «WallFlower» на YouTube